# Ішимбаєво
Ішимба́єво (рос. Ишимбаево, башк. Ишембай) — село (у минулому присілок) у складі Салаватського району Башкортостану, Росія. Адміністративний центр Ішимбаєвської сільської ради.
Населення — 463 особи (2010; 393 в 2002).
Національний склад:
- башкири — 97 %